# Parafia św. Wawrzyńca w Błozewii Górnej
Parafia św. Wawrzyńca w Błozewii Górnej − parafia rzymskokatolicka znajdująca się w archidiecezji lwowskiej w dekanacie Sambor.